# マリウス・フロトホイス

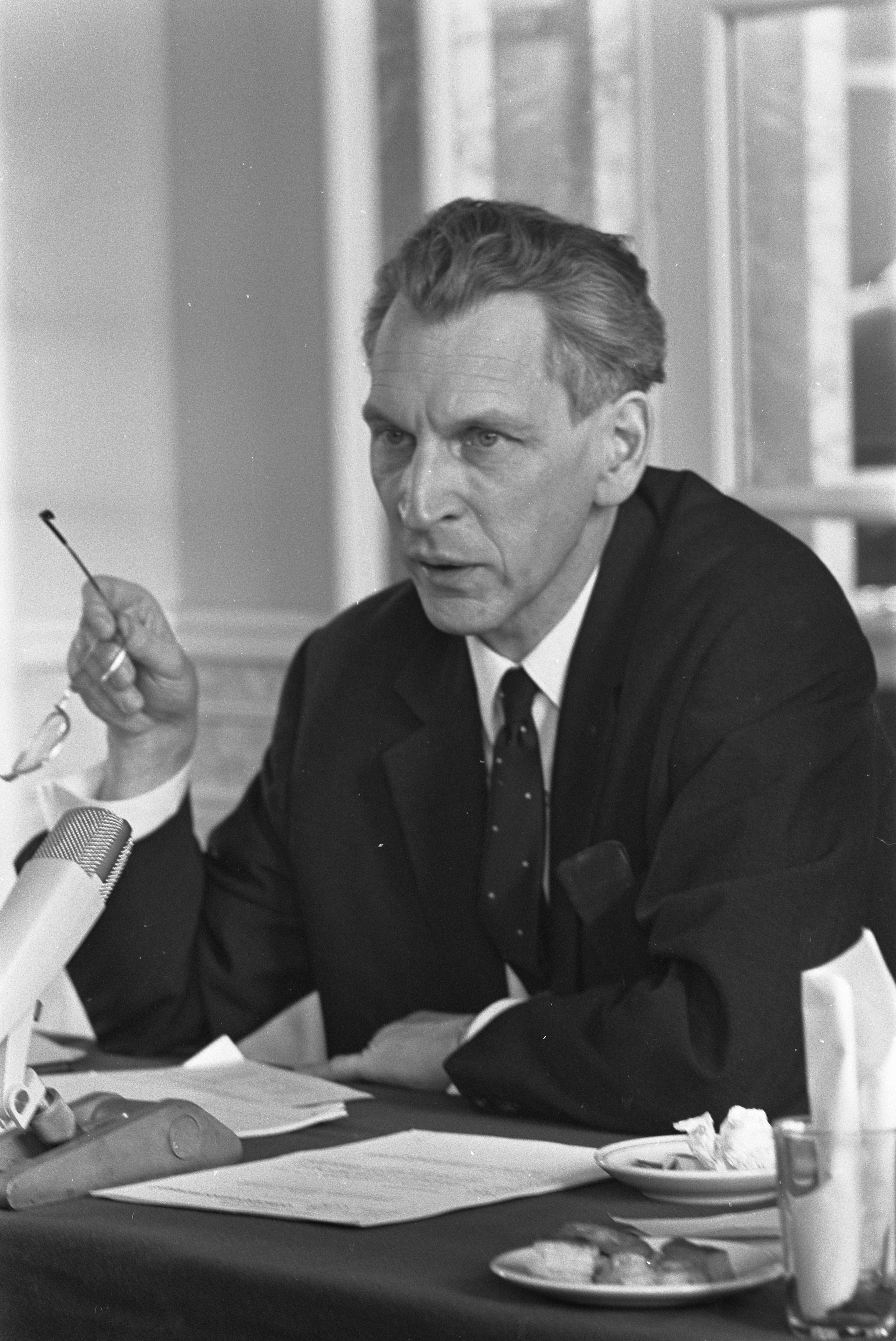
マリウス・フロトホイス (1967)

マリウス・フロトホイス（Marius Hendrikus Flothuis, 1914年10月30日 - 2001年11月13日）は、オランダの作曲家・音楽学者。
アムステルダム出身。ギムナジウム時代からピアノと音楽理論を学び、アムステルダム大学で音楽学を専攻した。1937年にコンセルトヘボウの芸術監督アシスタントとなるが、1942年にドイツへの服従を拒否したため解雇された。1946年から1950年までドネムス財団の司書となり、同時に1945年から1953年まで『自由民報』の音楽評論を担当した。1953年からロイヤル・コンセルトヘボウ管弦楽団に入り、1955年から1974年まで芸術監督を務めた。
1969年にモーツァルトの研究で博士号を取得。1974年から1983年までユトレヒト大学で音楽学を講義し、モーツァルト研究の世界的な権威となった。1980年から1994年までザルツブルクの「モーツァルト研究センター」の議長を務め、モーツァルトの多くの協奏曲にカデンツァを書き込んだ。
作曲家としては独学で、保守的な作風だった。クロード・ドビュッシーやモーリス・ラヴェルの音楽を愛し、前衛の激動とはほとんど関わりを持たなかった。作品には管弦楽曲、協奏曲、オラトリオ、合唱曲、室内楽曲などがある。